# Cvičné letadlo

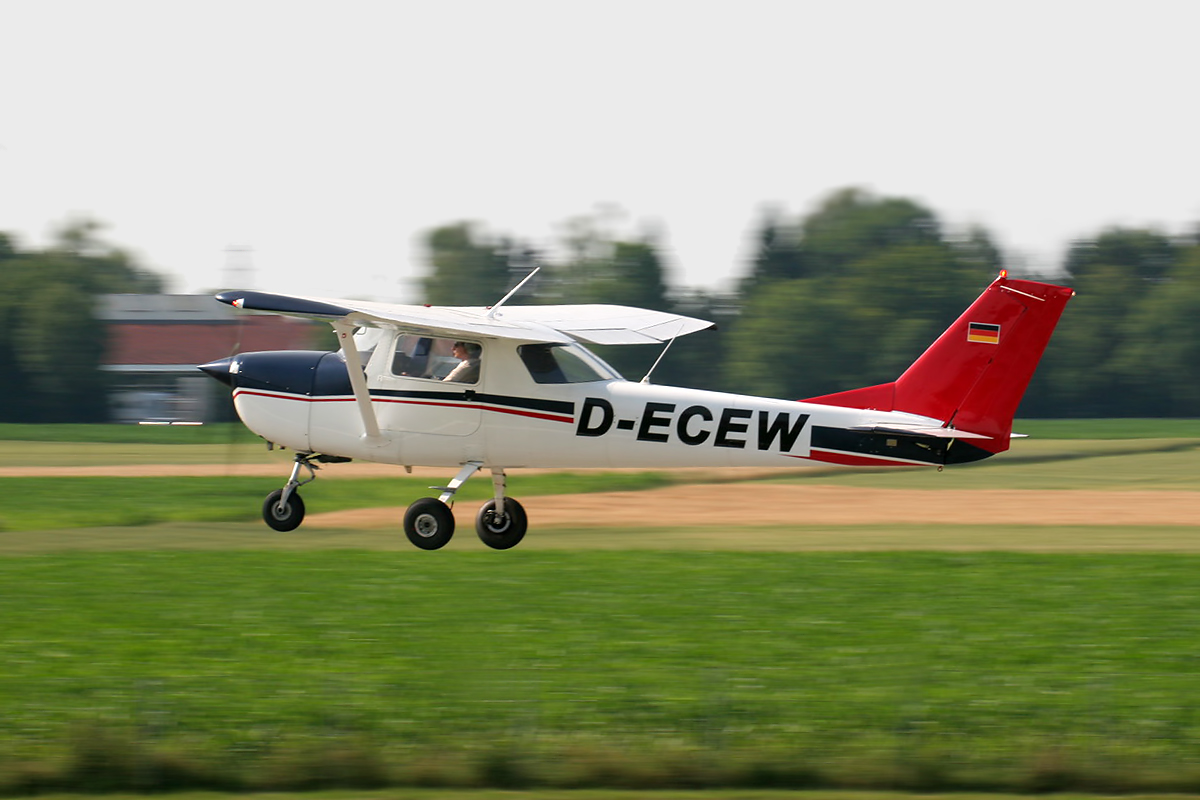
Cessna 150, typický letoun pro základní výcvik

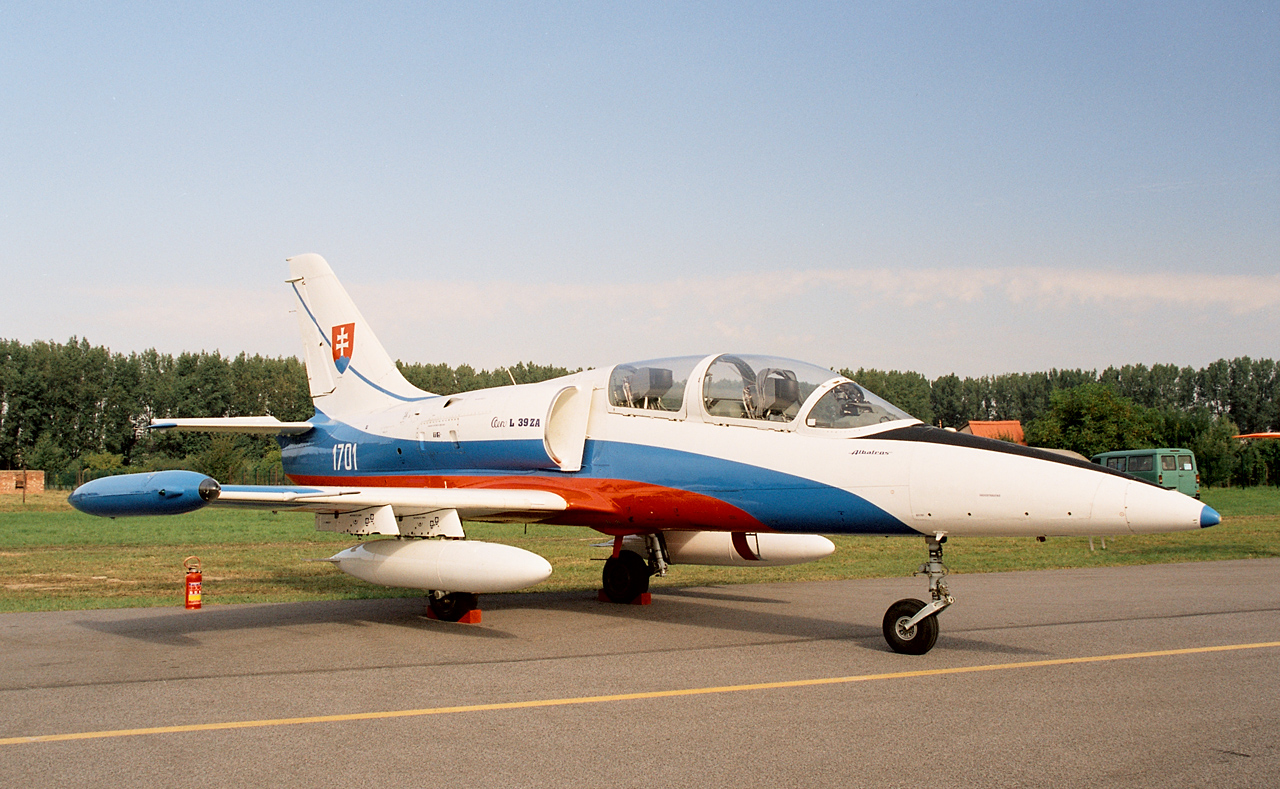
Slovenské Aero L-39 Albatros

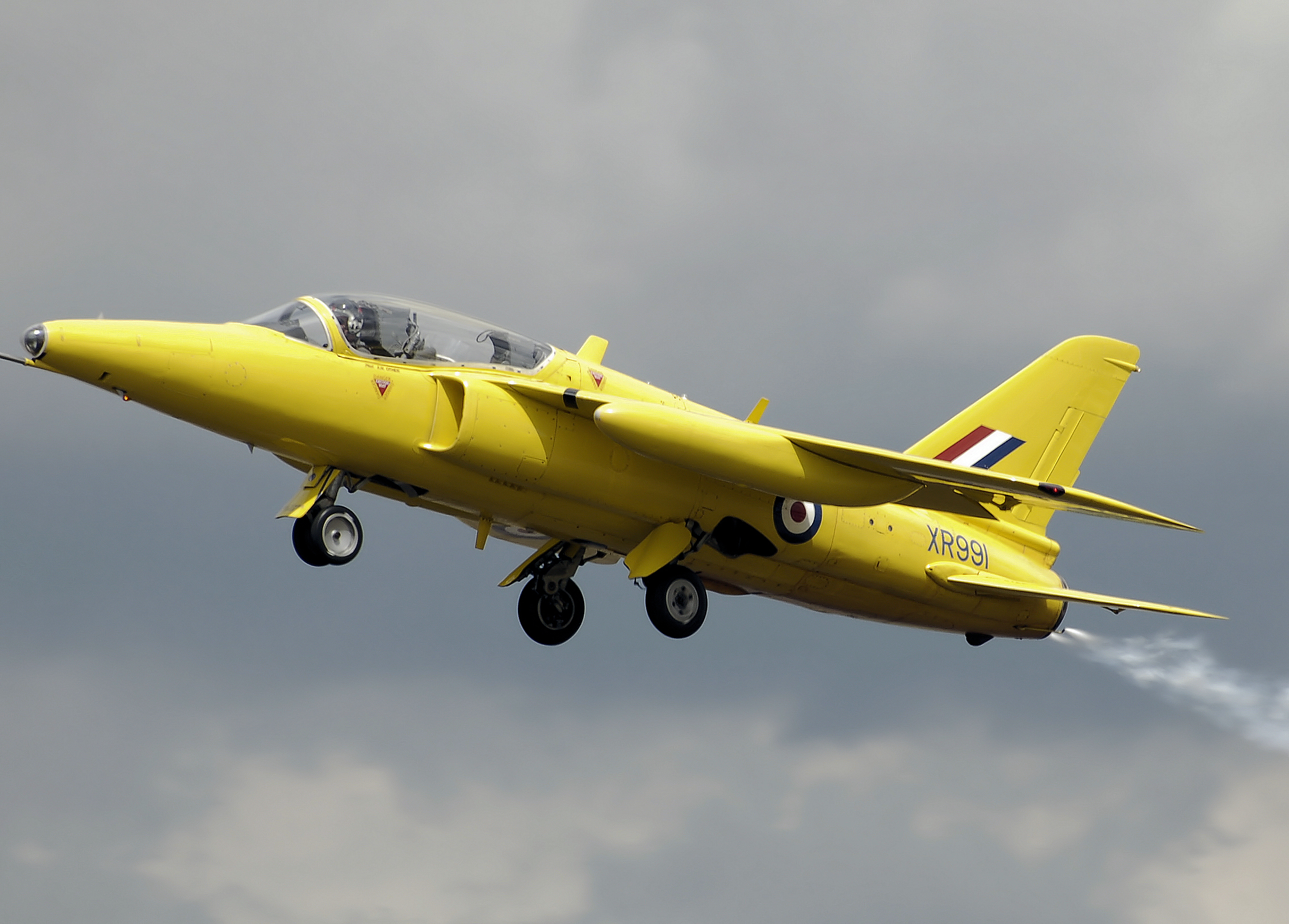
Folland Gnat

Cvičné letadlo je letadlo určené k výcviku pilotních, navigačních nebo zaměřovacích schopností posádky. Sportovní piloti běžně začínají na větroních a na lehkých letadlech s dvěma nebo více sedadly pro žáka a instruktora. Dopravní piloti, často se sportovní a vojenskou zkušeností, začínají zpravidla na trenažéru, načež následuje výcvik na příslušném typu letadla.
Výcvik vojenských pilotů začíná většinou na trenažéru a pokračuje základním výcvikem na vrtulovém, často hornokřídlém letadle, které se snadno ovládá a je bezpečné. Pro pokračovací výcvik se užívají snadno ovladatelná proudová letadla, obvykle se dvěma sedadly za sebou, anebo už přímo cvičné verze bojových letadel.